# Level Up (filme)
Level Up é um filme de 2011 feito para TV do Cartoon Network e dirigido por Peter Lauer, e foi ao ar dia 23 de novembro de 2011 nos Estados Unidos. Jagex e Rooster Teeth Productions foram os consultores. A classificação é TV-PG. O filme foi feito como episódio piloto da série de 2012 do Cartoon Network Level Up.

## Enredo
Level Up segue Wyatt (Gaelan Connell), Lyle (Jessie T. Usher) e Dante (Connoer del Rio), três amigos que batalham juntos como heróis no jogo "Maldark: Conqueror of all Worlds". Eles mal sabem seus verdadeiros nomes, muito menos suas identidades reais. Tudo muda quando o trio abre, equivocadamente, um portal do mundo do jogo até o mundo real, libertando o terrível vilão Maldark e seu grupo de trolls. Agora, eles devem deixar de lado suas diferenças e unir forças para lutar como um time na vida real. Tudo sem um único cheat.

## Elenco
- Gaelan Connell como Wyatt
- Connor del Rio como Dante
- Jessie Usher como Lyle
- Aimee Carrero como Angie
- George Faughnan como Maldark
- Ron Clinton Smith como Treinador Hawkins
- Eric André como Max Ross

## Ver Também
- Level Up (série)
- Cartoon Network
- Cartoon Network Brasil

## Ligações Externas
- «Level Up no Internet Movie Database» 🔗 (em inglês)